# ایوان توماس
ایوان توماس (انگلیسی: Iwan Thomas؛ زادهٔ ۵ ژانویهٔ ۱۹۷۴) ورزشکار دو و میدانی اهل بریتانیا است.